# میرکو کارتا
میرکو کارتا (انگلیسی: Mirko Carretta؛ زادهٔ ۲۳ نوامبر ۱۹۹۰) بازیکن فوتبال اهل ایتالیا است.
از باشگاه‌هایی که در آن بازی کرده‌است می‌توان به ماترا کالچو و باشگاه فوتبال بنونتو اشاره کرد.